# Дуба (Чехія)
Дуба (чеськ. Dubá; нім. Dauba) — місто у Чехії, на південному заході Ліберецького краю, розташоване за 16 км на південь від Чеської Липи та за 9 км на південний захід від озера Махово. Лежить на території ландшафтного заповідника Кокоржінско — Махув край на висоті 266 м. Природа багата лісами та ярами, скелями пісковика. Тут є поселення дачників із навколишніх сіл та селищ, більшість з яких приєднані до Дуби.
Раніше через місто проходила транзитна дорога I/9, яка сполучає Прагу з прикордонним переходом Румбурк — Нойгерсдорф, проте у 2017 була завершена об'їзна дорога. У Дубі зареєстровано близько 830 адрес, і мешкає близько 1700 осіб.

## Історія

### Виникнення і розвиток
Перша письмова згадка про Дубу датується 1253. Документ свідчить про надання королем Вацлавом I Дуби та інших сіл новоствореному ордену хрестоносців Червоної Зірки. Господарство Дуби було занадто віддаленим від столиці, тож після 1257 його продали роду Роновців, який володів селом майже 400 років. Предикат «з Дуби» використовувала найважливіша гілка родини Роновців, наприклад, найвищий бурґ Праги, Гінек Берка з Дуби (помер 1348).
У той час в селі вже був замок Дуба і церква св. Петра і Павла. Археологічні розкопки, проведені під час будівництва житлового масиву, свідчать про існування поселення ще в XI столітті. Біля міста в Павличках, що за 3 км, було знайдено старослов'янський сміттєвий ящик празького типу з VII століття.
Місто було засноване близько 1300 в долині. Тоді ж постав костел св. Катерини на місці сьогоднішнього поштового відділення; близько 1408 була створена школа.
Після Битви на Білій Горі у 1620 останній місцевий житель Берків Вацлав потрапив у полон, а місто було конфісковане та перейшло у власність Альбрехта Валленштейна. Після його насильницької смерті в Хебі (1634), село і замок стали власністю його вбивці Річарда Вальтера Батлера. Після його смерті Дуба належала вдові регента Анні Марії з Доніна, яка вийшла заміж за графа Гейсенштейна. Потім настав період судових процесів з ірландською родиною Батлер. Батлери правили тут до 1723.
У 1680 багато жителів загинуло від чуми, а в 1695 місто було зруйновано вогнем.
Упродовж XVII століття у село переїхало багато німецьких колоністів.
У період між 1723 і 1806 містом володів граф Карл Рудольф Сверст-Спорк. Він мав високий художній смак і завдяки йому тут постали будівлі у стилі бароко: церква, каплиця, статуї, житолві будинки.
У 1744—1760 роках здубований костел Воздвиження Чесного Хреста; натомість два старих костели були зруйновані. Дубський замок також не зберігся, в середині XVI століття Адам Берка з Дуби збудував недалеко від села замок Новий Берштейн.
У 1843 Дуба отримала статус міста.

### Друга половина XIX століття
Після скасування кріпацтва та в результаті подій революції в Австрійській імперії (1848—1849) відбулися радикальні зміни державного управління. Шляхетські маєтки були скасовані, а впродовж 1850 створені нові повіти, політичні та судові округи. У 1848 р. Дуба входила до маєтку Берштейн, що належав графу Крістіану з Вальдштейна і Вартенберка. Садиба Берштейн належала району Млада-Болеслав.
Після реформи Дуба стала місцем розташування політичного округу Дуби (Politischer Bezirk Dauba), до складу якого входили два судові округи (Дуба і Штеті). Політичний округ включав 42 муніципалітети, два з яких були містами (Дуба та Докси).
З XVIII століття у Дубі вирощували хміль, що сприяло процвітанню всієї області. Після останньої великої пожежі в 1845 місто було відбудоване в стилі класицизму; була побудована нова ратуша, де з 1850 знаходились окружні управління та суд.
Поступовий спад хмелярства після 1900 означав економічний та демографічний спад. Цьому також сприяла відсутність залізничного сполучення із зовнішнім світом.
У 1869 в Дубі була організована протестантська церква Чеські брати (Єдність братів), регулярно проводились релігійні проповіді.

### Розвиток після 1945 року
Сучасного вигляду місто набуло після бомбардування 9 травня 1945 та подальшого знесення. Дуба входила в склад Судетської області, після Другої світової війни німецьке населення було виселено і прибули нові поселенці.
У 1949 округ Дуба був ліквідований, згодом місто стало лише курортним селом. Статус міста було повернуто Дубі у 1992.

## Частини міста
Місто Дуба складається загалом з 20 частин, які розташовані в 11 кадастрових районах :
- Дуба, Горні Дубова Гора та Новий Берштейн
- Дештна
- Дражейов, Клюк та Недвезі
- Држевчіце і Сушіце
- Германки
- Горки
- Корце і Плешівец
- Льгота
- Недамов, Крженов і Панска Вес
- Закшин та Буковец
- Затині

## Галерея

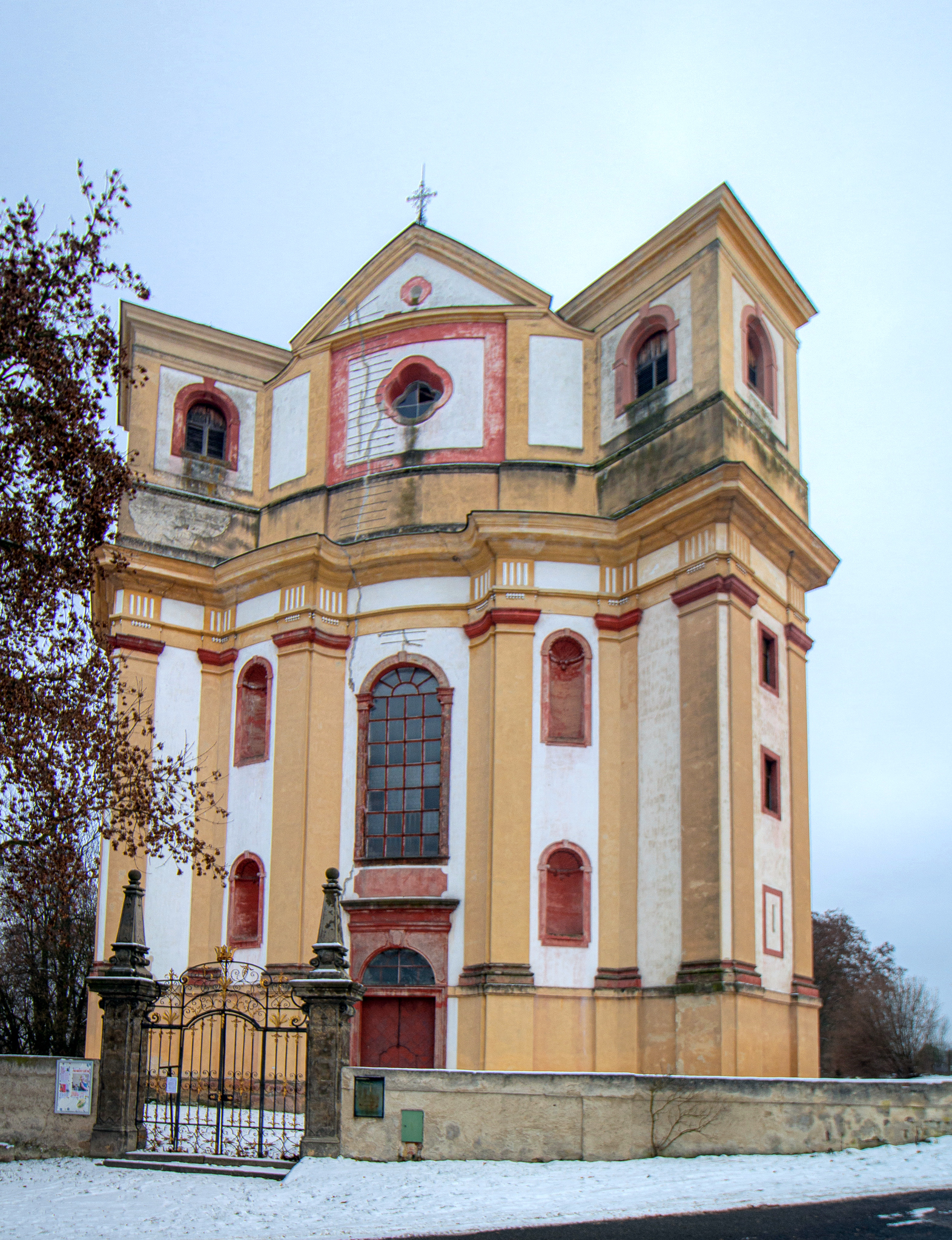
Костел Воздвиження св.Хреста 1744—1760
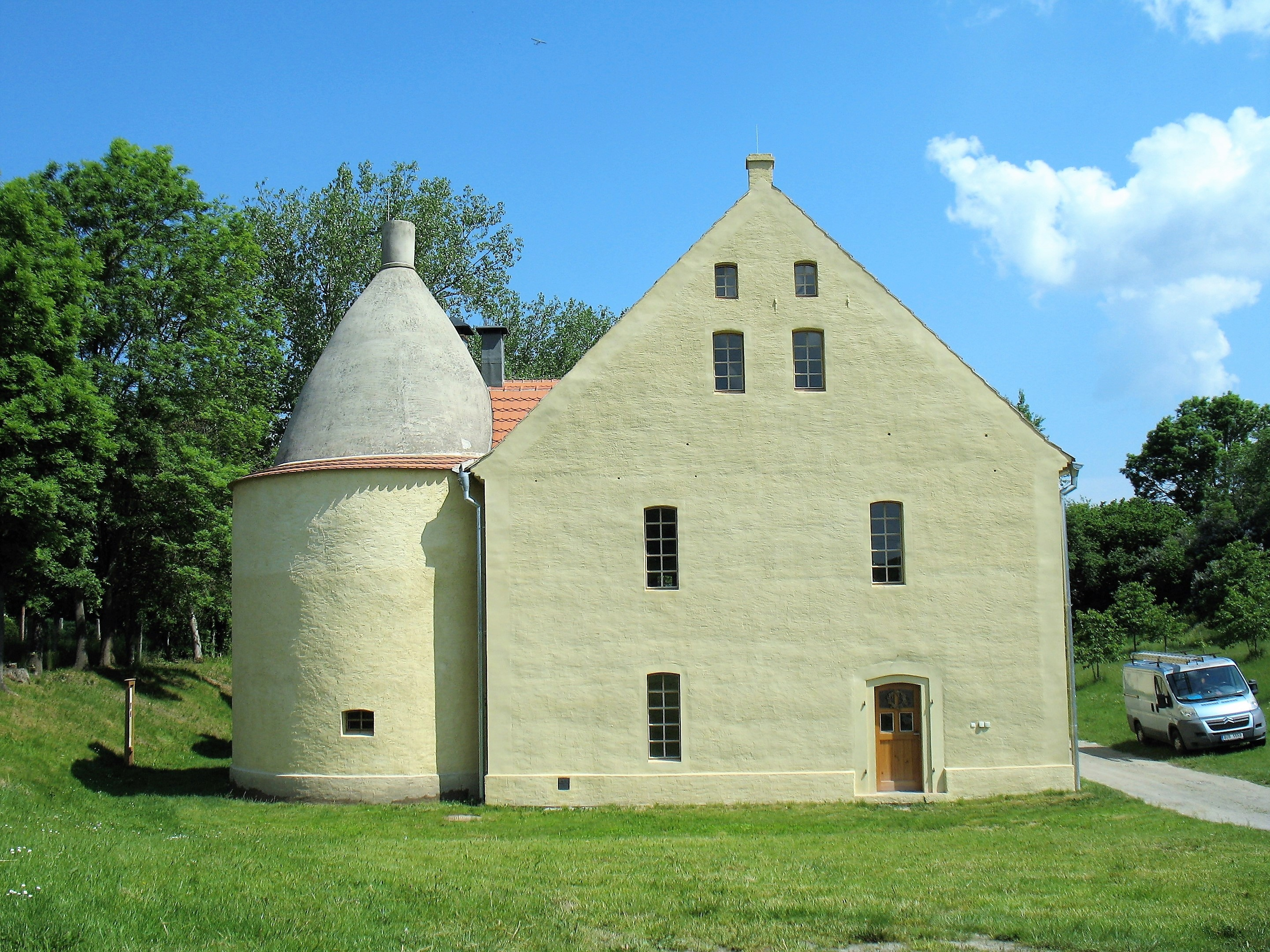
Сушарня хмелю в Дубі
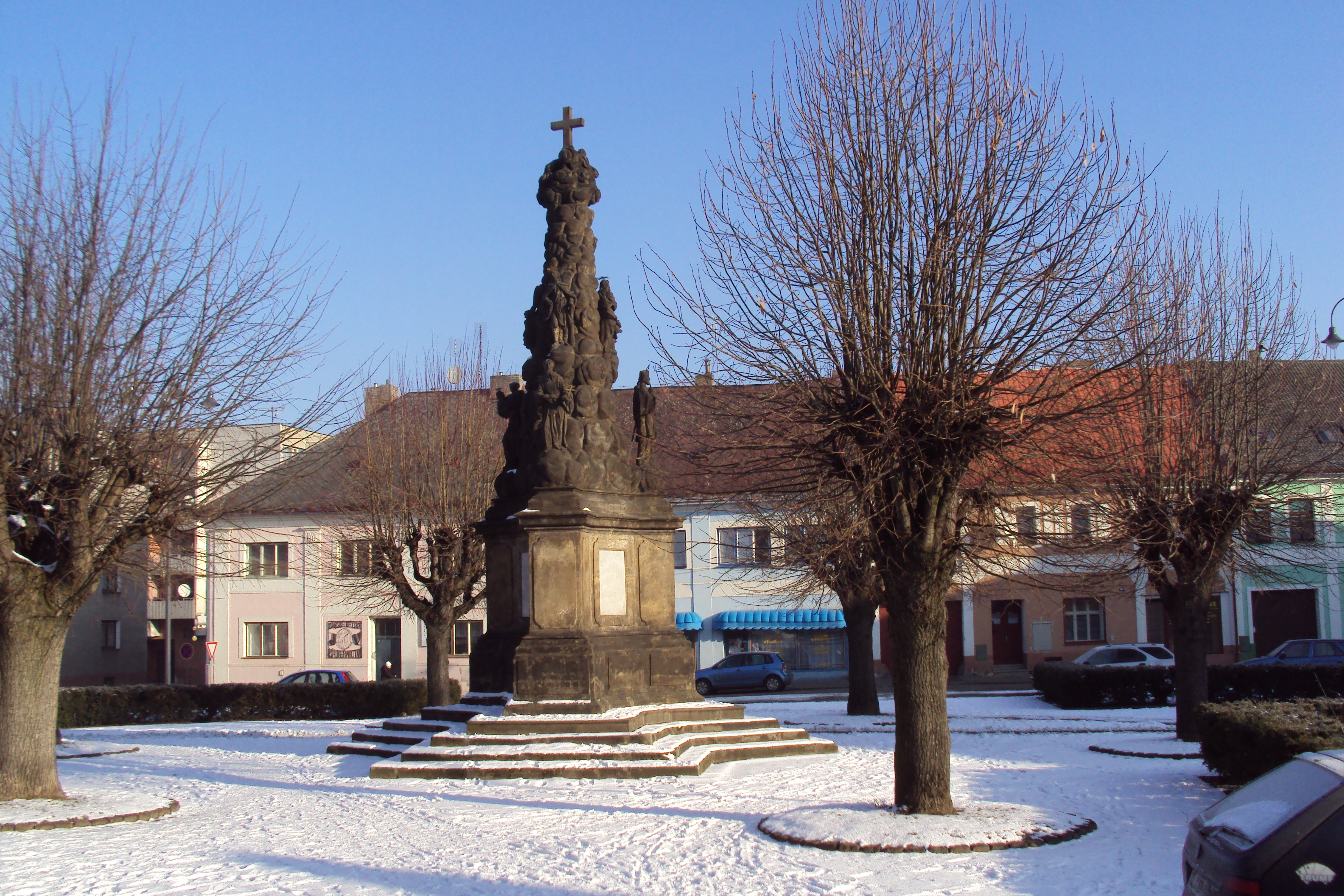
Колона Святої Трійці на площі Масарика
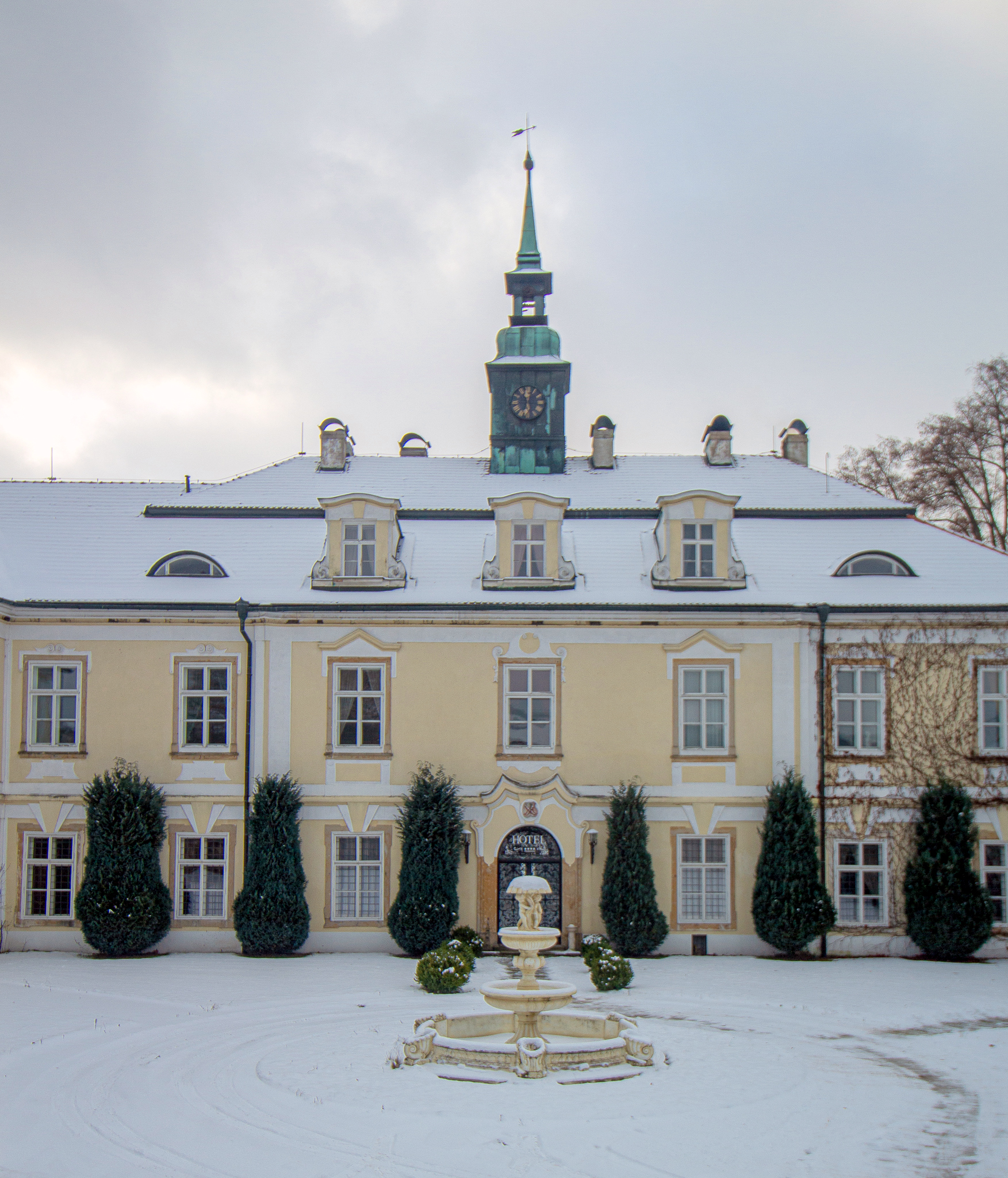
Замок Новий Берштейн поблизу Дуби
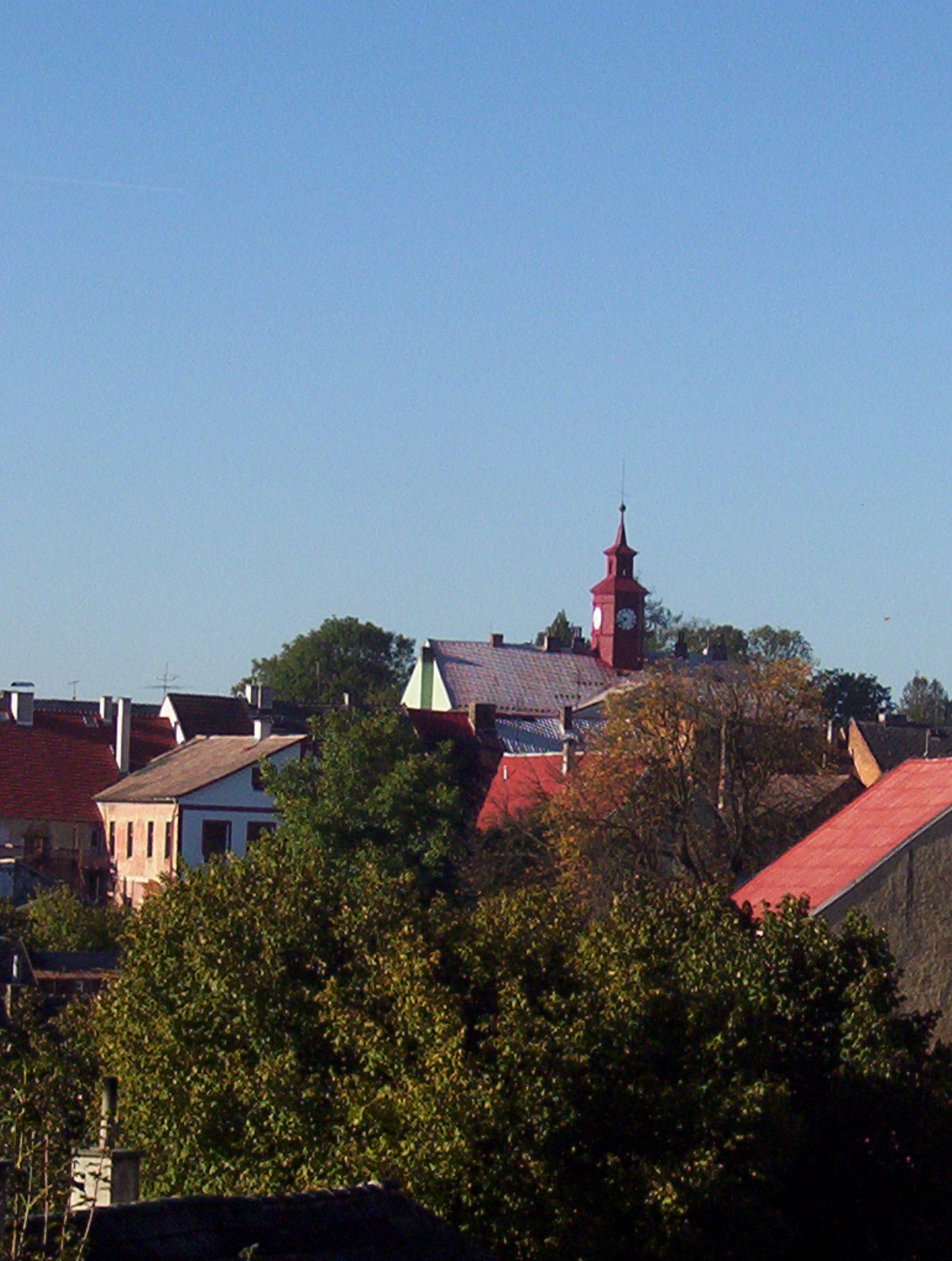
Вид на Дубу
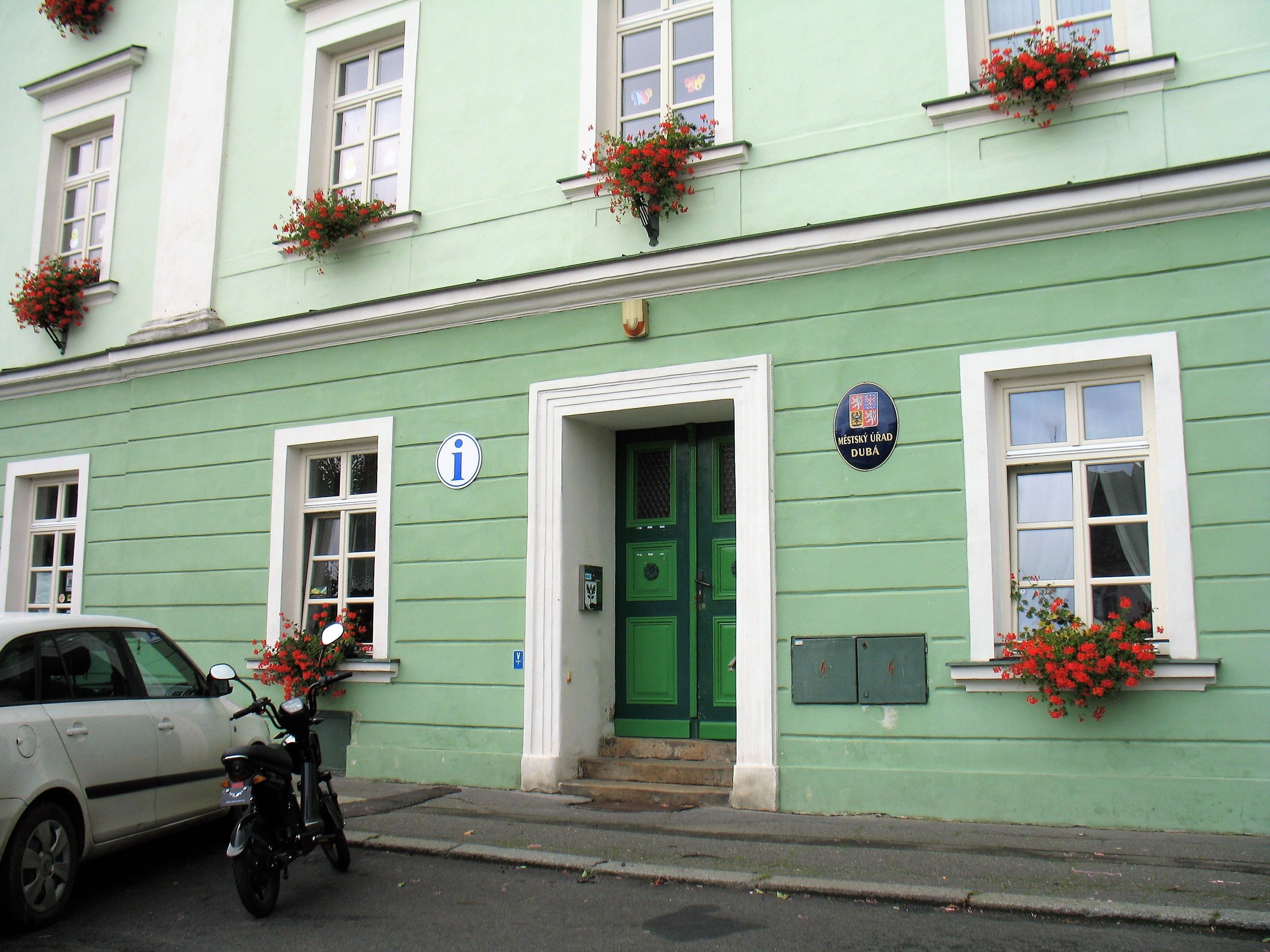
Вхід до будівлі ратуші

## Видатні особистості
Багато особистостей культурного та громадського життя пов'язані з Дубою.
- Богуміл Кінски, викладач з Чеської Липи, активний член чеського клубу туристів, фотограф, історик опублікував свою найповнішу публікацію «Dubské Švýcarsko» у 1936[15].

- Карел Гінек Маха — поет пройшов через Дубу кілька разів під час своїх поїздок в Докси і до замків Гоуска і Бездєз.[15]
- Їржі Махен — поет і письменник, справжнє ім'я Антонін Ванчура. Його батько 12 років працював у Дубі помічником місцевого проповідника Єдності братів.
- Їржі Вайль — після Другої світової війни письменник жив у своєму будинку у Врчованах. З 1948 він став так званим культурним покровителем Дубська, організовував культурне життя в селах, дискусії та лекції.
- Марія Маєрова — письменниця недовго працювала в Дубському культурною покровителькою, тема місцевої природи з'явилася в деяких її творах.
- Густав Звєржина — проповідник Єдності братів, він працював у Дубі з 1948 по 1980.

## Міста-партнери
- Мірськ, Польща